# ࢋ
Cette page contient des caractères spéciaux ou non latins. S’ils s’affichent mal (▯, ?, etc.), consultez la page d’aide Unicode.
Ṭāʾ point souscrit ‹ ࢋ › est une lettre additionnelle de l’alphabet arabe utilisée en pegon javanais et en sora-be malgache. Elle est composée d’un ṭāʾ ‹ ط › diacrité d’un point souscrit.

## Utilisation
En pegon javanais, le ṭāʾ point souscrit est utilisé pour transcrire une consonne occlusive rétroflexe sourde [ʈ],. Il est parfois aussi transcrit avec un ṭāʾ trois points souscrits.
En sora-be malgache, le ṭāʾ point souscrit est aussi utilisé pour transcrire une consonne occlusive rétroflexe sourde [ʈ].